# Ganopleuron divergens
Ganopleuron divergens là một loài ruồi trong họ Tachinidae.